# Paulo Robson Góes da Silva
Paulo Robson Góes da Silva, mais conhecido simplesmente como Paulo Róbson (Belém, 28 de junho de 1960) é um ex-futebolista brasileiro, que atuava como lateral-esquerdo.

## Carreira

### Jogador
Foi revelado pelo Paysandu.
Foi contratado pelo Santos em 1983, estreando em 7 de julho daquele ano, num empate sem gols contra o Marília no Estádio Bento de Abreu Sampaio Vidal. Nas primeiras partidas atuou como meio-campista, e, com a concorrência de Gilberto Sorriso na lateral, nos primeiros anos de clube revezou-se na titularidade.
Fez parte da campanha vitoriosa do Título Paulista de 1984. Naquele ano, em agosto, havia sofrido uma fratura do perônio e rompimento de parte dos ligamentos.
Na temporada de 1986, o técnico Júlio Espinosa migrou Sorriso para a lateral-direita e atuou com os dois no time.
Seu último jogo foi em 8 de fevereiro de 1987, um amistoso contra o Uberlândia EC no Estádio Parque do Sabiá. Pelo clube, fez 167 jogos e marcou 4 gols. No início de 1987, Paulo Róbson se transfere para o São Bento, em troca do zagueiro Nildo e mais uma quantia em dinheiro.
Em seguida, em 1988, para o Bahia. No clube baiano, foi Campeão Brasileiro de 1988 como titular. No primeiro tempo daquela decisão do Campeonato Brasileiro de 1988 contra o Inter, Paulo Róbson sofreu um corte no supercílio.
Atuou ainda pelo Vitória em 1989 e 1990, por empréstimo, e pela Portuguesa Santista, em 1995 e 1996, antes de encerrar sua carreira.

### Treinador
Como treinador, iniciou no Jabaquara Atlético Clube. Também dirigiu o Marília, Portuguesa Santista e Rio Branco, em 2008.
Em 2009, trabalhou na montagem do elenco do Luziânia, mas nem chegou a estrear.
No segundo semestre de 2014, treinou o Clube Atlético Bandeirante.
Foi auxiliar-técnico dos treinadores Giba e Carlos Alberto Parreira no Santos. Atualmente, trabalha nas categorias de base do Santos.

## Títulos
Paysandu
- Campeonato Paraense: 1981 e 1982

Santos FC
- Campeonato Paulista: 1984

EC Bahia
- Campeonato Baiano: 1988
- Campeonato Brasileiro: 1988